# Испирян, Нерсик
Нерсик Агасиевич Испирян (арм. Ներսիկ Իսպիրյան, родился 15 мая 1963 года) — армянский певец наиболее известный по его народно-освободительным песням. Заслуженный артист Республики Армения (2011).

## Биография
Нерсик Испирян родился в Ереване, Армянская ССР, Советский Союз. Он окончил школу No.160 в районе Еревана Эребуни. Он учился в Ереванской Государственной Консерватории имени Комитаса с 1986 по 1992, пока пел в народном ансамбле Акунк («Ակունք»). Он переехал в США в 1995 году из-за давления со стороны анти-национального правительства Левон Тер-Петросяна, против него и других продашнакских личностей в середине 1990-х годов.
Нерсик Испирян женат, имеет троих детей: две дочери (Ашхен и Ани) и сын Арабо.

## Музыкальная карьера
Нерсик Испирян — автор более чем 30 патриотических песен. Большинство из них о Западной Армении и о справедливом возмездии.
Некоторые из его песен:
- Армянские храбрецы (Հայ քաջեր)
- Мы отправимся рано или поздно (Պիտի գնանք վաղ թե ուշ)
- У подножия горы (Լեռան լանջին)
- Лети, орел (Արծիվ, սլացի՛ր)
- Армянская земля (Հայոց էրգիր)
- Карабах (Ղարաբաղ)
- Я из Муша (Մշեցի եմ)
- Родная земля (Երկիր հայրենի)

## Дискография
- 1987 — Nersik Vol. 1
- 1988 — Nersik Vol. 2
- 1992 — Armenian Country Dances
- 1992 — Armenian Patriotic Songs
- 1994 — Бессмертные герои (арм. Անմահ հերոսներ)
- 1996 — Было утро (арм. Արավոտ եր)
- 1997 — Джан джан джан девушка (арм. Ջան ջան ջան աղջիկ)
- 1997 — Лети, орел (арм. Արծիվ, սլացի՛ր)
- 1999 — Modern Dances
- 1999 — Вечные души (арм. Հավերժ հոգիներ)
- 2000 — Моя песня отличается (арм. Իմ երգն ուրիշ ե)
- 2001 — Потерянная любовь (арм. Կորած սեր)
- 2002 — Назови мою песню (арм. Երգիրս կանչա)
- 2004 — Снег (арм. Ձյուն)
- 2005 — Месть (арм. Վրեժ)
- 2007 — Зов крови (арм. Արյան կանչը)
- 2011 — Синг Сасун (арм. Երգիր Սասուն)
- 2011 — Герой для смелых (арм. Հերոս քաջերին)
- 2012 — Вернуться к источникам (арм. Վերադարձ ակունքներին)
- 2014 — Это Армения и этим все сказано (арм. Սա Հայաստան է ու վերջ)
- 2015 — Оставайся армянином (арм. Հայ մնա)